# Cristitectus congeri
Cristitectus congeri is een rondwormensoort uit de familie van de Cystidicolidae. De wetenschappelijke naam van de soort is voor het eerst geldig gepubliceerd in 1970 door Petter.